# Zoe Barnett
 (juillet 2024).
Pour les articles homonymes, voir Barnett.
Ellen Zoe Barnett, née en 1883 à Glendale, en Californie et morte le 19 décembre 1969 à Port Jefferson, État de New York, est une actrice américaine de comédies musicales.

## Biographie

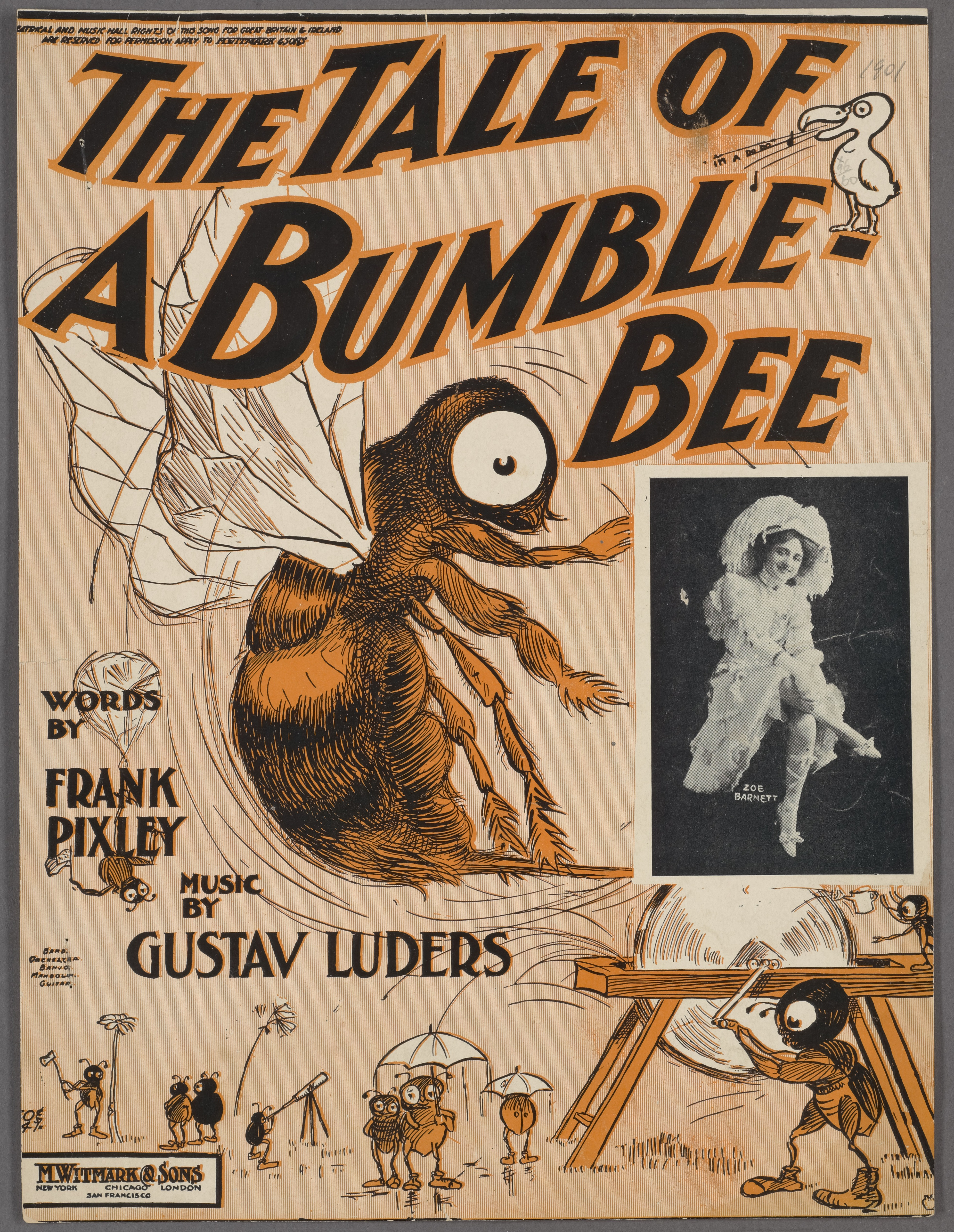
En couverture de l'affiche pour The tale of a bumblebee (L'histoire d'un bourdon).

Elle commence à chanter dans des chorales d'églises dans sa jeunesse. Elle débute sur scène à Los Angeles et San Francisco, jusqu'en 1909, date à laquelle elle participe à des tournées nationales,. On la voit à Broadway dans All Aboard (1913), The Midnight Girl (1914), The Debutante (1914-1915), Jim Jam Jems (1920-1921), The Rose Girl (1921) et Blossom Time (1921-1923). « C'est une jeune femme intelligente, une comédienne naturelle, une danseuse gracieuse et une vraie actrice », écrit un journal de Louisiane. Elle-même se définit ainsi : « Je suis sombre, donc je suis sinistre. J'ai toujours voulu jouer des rôles d'écolière, porter des robes à froufrous et agir innocemment, mais quand un manager pose les yeux sur moi, il a en tête une femme particulièrement méchante à incarner ».
Zoe Barnett s'est mariée deux fois. Son premier mari était l'acteur Wayne Nunn ; ils ont divorcé en 1919. Elle épousa en 1924, l'acteur et dramaturge William M. Pinkham, après avoir été nommé mentionnée dans le divorce de celui-ci de la dramaturge Frances Nordstrom. Elle a pris sa retraite après avoir épousé Pinkham; mais elle continue dans la production pour le club Sorosis à Patchogue, New York. Elle est veuve à la mort de Pinkham en 1958. Elle meurt en 1969, à l'âge de 86 ans, dans une maison de retraite de Port Jefferson. Ses papiers sont archivés à la New York State Historical Documents Library à Albany, New York.